# 大西洋海事博物館
大西洋海事博物館（英語：Maritime Museum of the Atlantic）是一座位於加拿大新斯科舍省哈利法克斯市中心的海事博物館，該博物館是新斯科舍省博物館的機構成員，是加拿大歷史最悠久、規模最大的海事博物館。
該博物館至今約收藏30,000多件文物，其中包括管理70艘小型船隻和一艘輪船阿卡迪亞號。

## 沿革
大西洋海事博物館於1948年位於哈利法克斯港口的哈利法克斯海軍基地的HMC船塢成立，最初館所名為加拿大海事博物館，在接下來的十年中，該博物館由幾名海軍軍官擔任志願主席，直到1959年，館方聘請尼爾斯·詹納斯為該博物館的創始館長，詹納斯並一直擔任到1985年。在此期間，該博物館多次搬遷。直到1981年作為海濱再開發計劃的一部分建造了現在的建築。
1982年，大西洋海事博物館成為新斯科舍省博物館系統的一部分。該博物館現位於重新開發的哈利法克斯海濱木版路，是當地首批開放的旅遊景點之一。博物館的位置提供了幾個碼頭和船房使用，以及通往哈利法克斯港口管理局和喬治島以及達特茅斯的海景。旗下設施包括經過修復的1880年代羅伯遜商店（Robertson Store）船用材料建築，以及位於現代博物館建築的現代展廳。除了超過30,000件文物外，海事博物館還擁有30,000張影像收藏，以及大量的地圖、船舶畫、小型船艇模型、稀有書籍。其中包括加拿大最古老的船舶肖像畫和兒童電視節目《西奧多拖船》的原始製作模型。
當前，一個對公眾開放的圖書館以尼爾斯的名字命名。
在夏季，二戰時期的花级护卫舰薩克維爾號停泊在博物館旁，不過該艦船並並不屬於博物館擁有或管理的展品，則是加拿大皇家海军與該博物館合作性的開放規劃，該博物館旁邊設有加拿大和挪威商船海軍紀念碑。

## 收藏
大西洋海事博物館提供的大量豐富的公共展覽，並根據歷史順序以「帆船時代」、「蒸汽時代」、「小型船舶」、「加拿大海軍」、「哈利法克斯爆炸」和「沉船」作為主題。此外，該博物館還有一個特別的永久展覽，探討了白金航運的旗艦船隻鐵達尼號，以及其沈沒事件為主題的展覽。並設有新斯科舍省與打撈鐵達尼號遇難者遺體事件之間的聯繫。該博物館擁有世界上最重要的鐵達尼號木質物品收藏，其中包括倖存下來的幾張甲板椅之一。展覽還展示了一個孩子的鞋子，這個鞋子是確認該船隻遇難者名單的一名「未知兒童」，即悉尼·萊斯莉·古德溫身份的關鍵證物。
毗鄰的展覽「新斯科舍州的沉船寶藏」，探索了新斯科舍州海岸的許多其他沉船遺跡，其中包括路易斯堡口海軍沉船的考古發現以及新斯科舍州一艘未知的1750年代縱帆船。展覽還展示了近代人類探尋海下寶藏的結果，其中包括1711年弗舍姆號、1725年夏莫號沉船以及1761年奧古斯特號沉船的布雷頓角島沉船展區，並展示了殘骸中所發現的武器、器具、黃金和銀等物品。
「蒸汽時代」畫廊包括一個關於薩繆爾·康納德的特別展覽，他是創建康納德航線的新斯科舍人。修復後的1880年代建築「羅伯遜商店」則展示了完全恢復的船用品工具，還有可以讓遊客親手操作的霧角、繩索和船舶配件。
海軍畫廊包括「護航展覽」，主要介紹了大西洋戰役的歷史，其中包括加拿大商船海軍紀念冊。該博物館還擁有特展區域。2009年的「命運之船：聖路易斯號悲慘航程」展覽是第一個探討猶太難民船聖路易斯號客輪事件的專題展覽。
2011年，該博物館成為北美第一個展示同性戀海員生活的展覽的博物館，該展覽改編自英國利物浦的默西賽德海事博物館開發的展覽。2012年的展覽探討了駐紮在哈利法克斯的電纜船的經驗，這些船曾打撈了鐵達尼號沉沒事件的大部分遇難者。

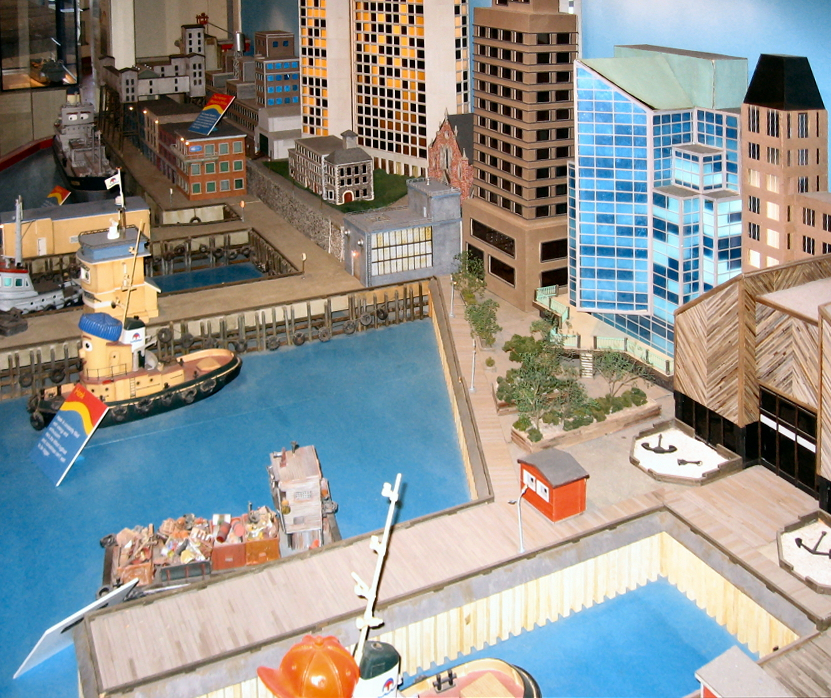
加拿大兒童電視連續劇《西奧多拖船（英语：Theodore Tugboat）》劇中登場的船隻模型。
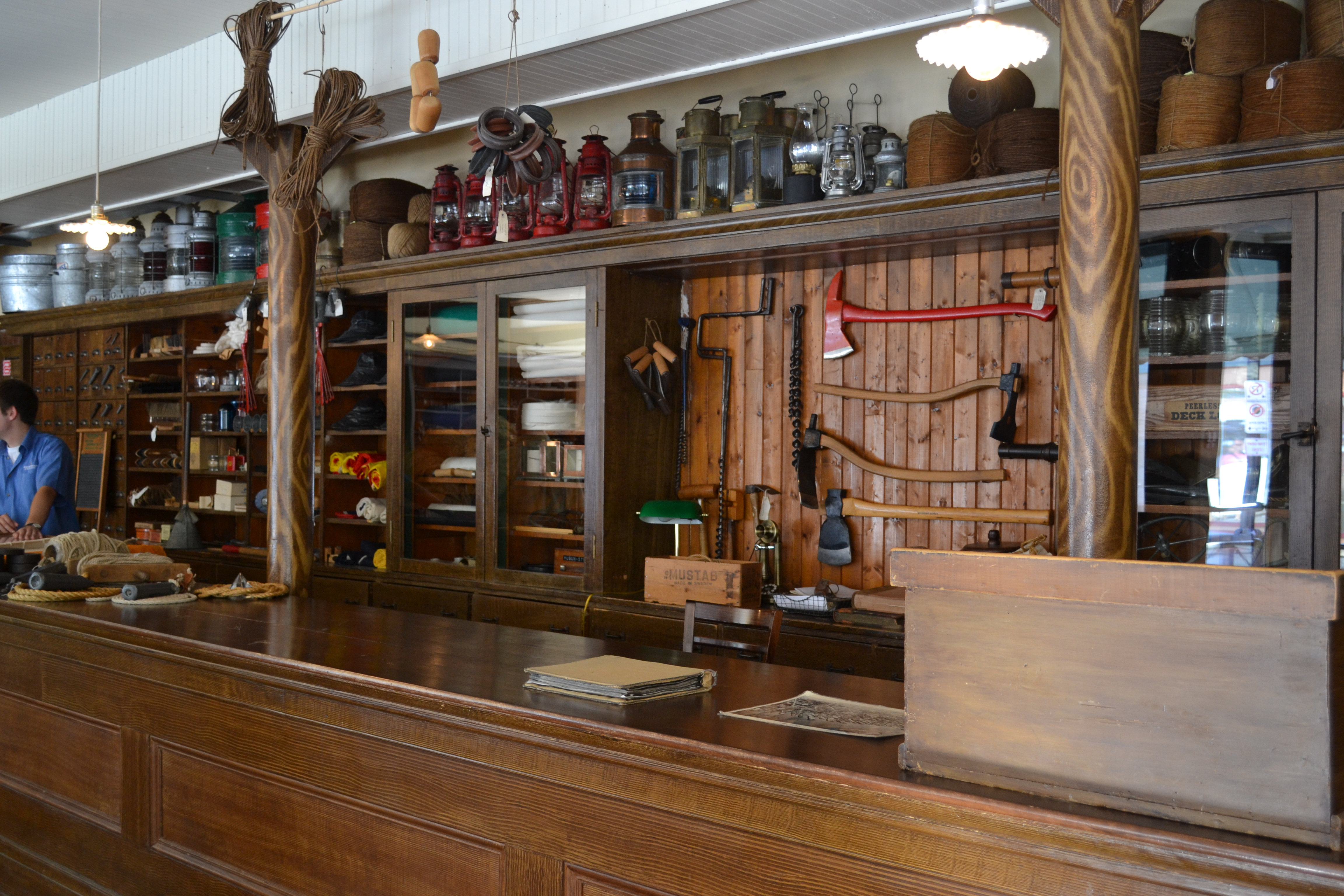
修復後的船舶雜貨店收藏的文物
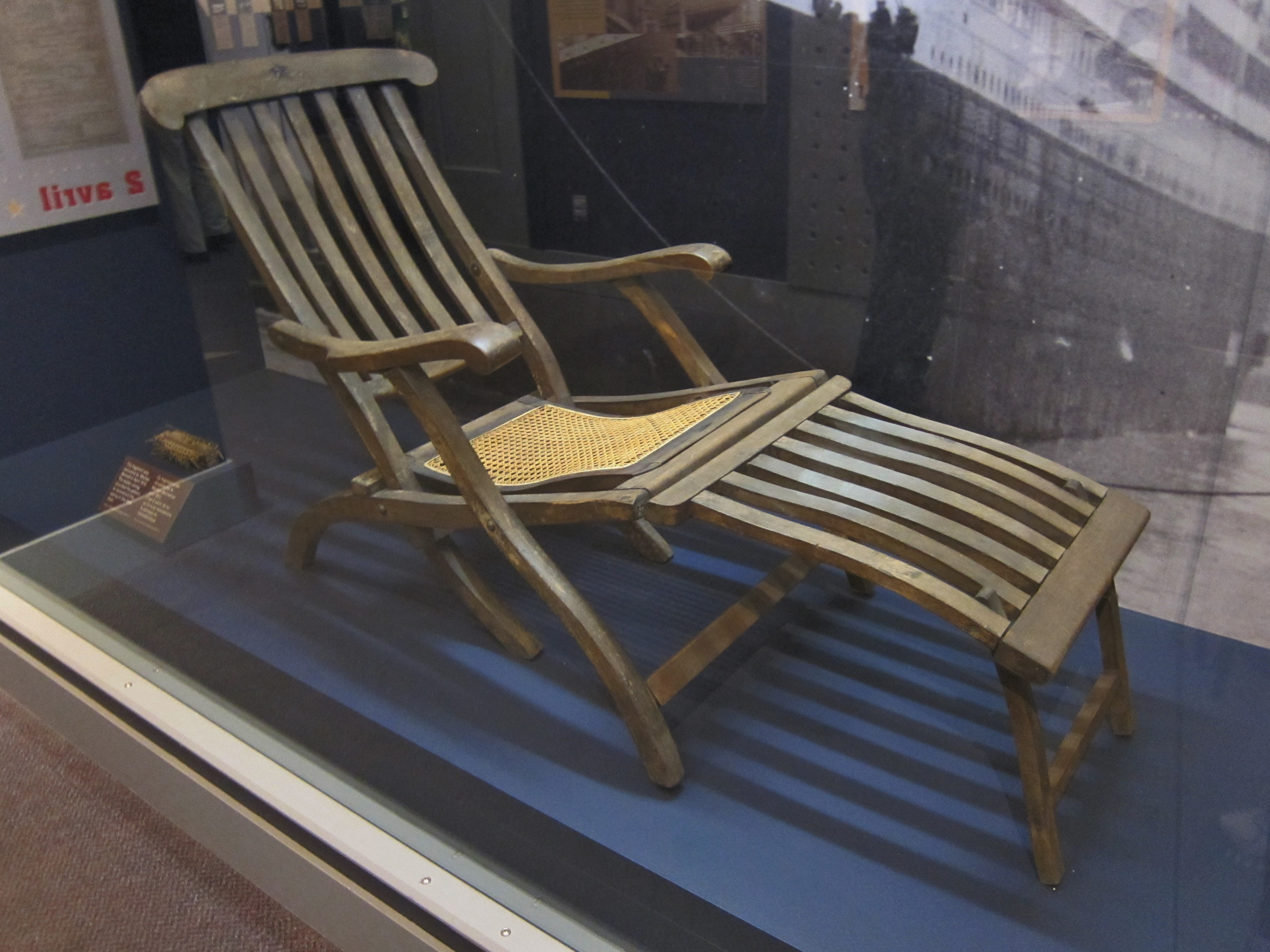
來自鐵達尼號的木造躺椅
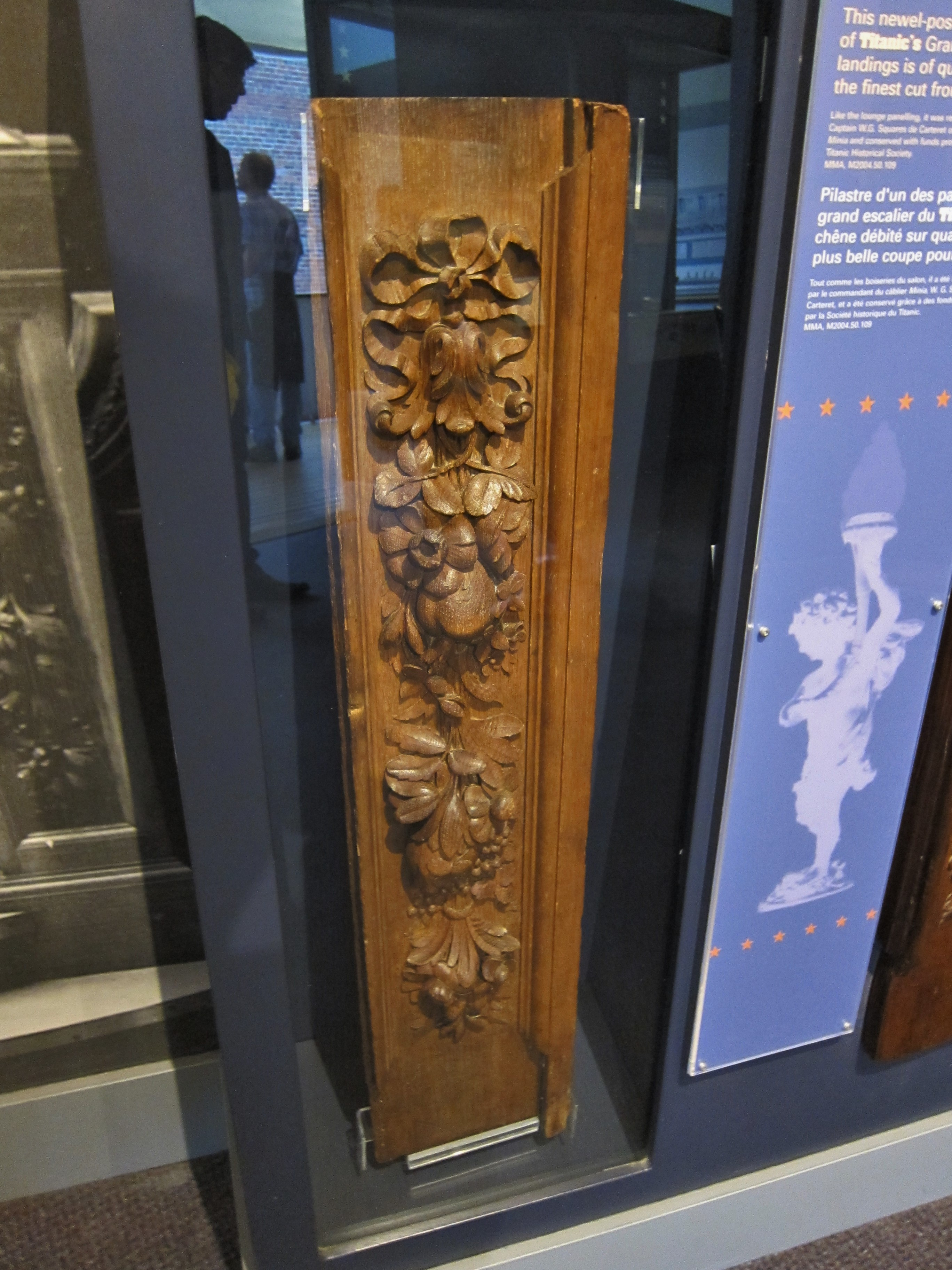
來自鐵達尼號船尾主樓梯和橡木扶手上精心雕刻的支撐柱部分
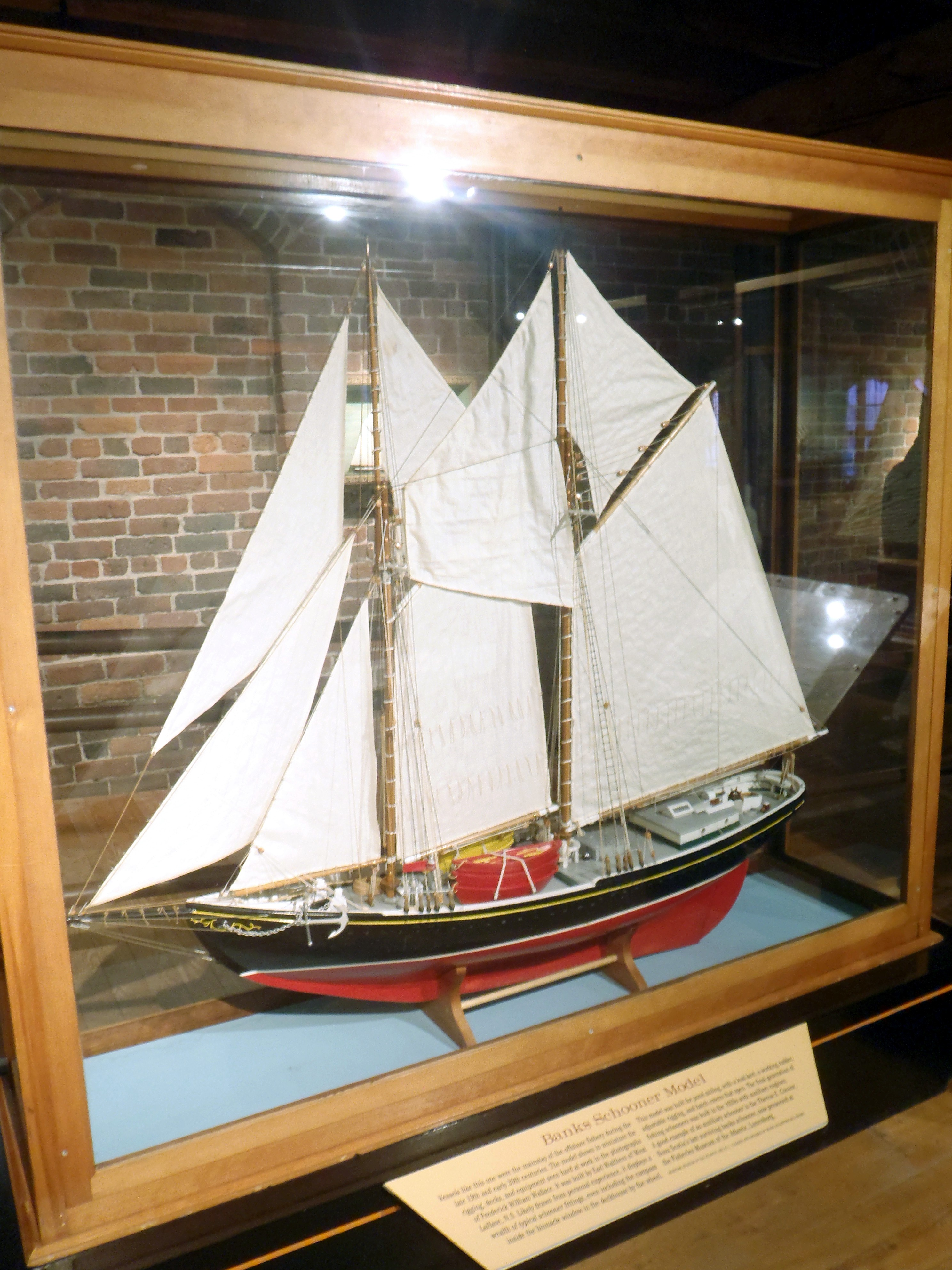
展出的幾種船模之一

### 管理船隻
- 阿卡迪亞號（英语：CSS Acadia）：曾於1913年至1968年間作為研究船使用，並在第一、第二次世界大戰期間擔任巡邏艦。
- 小型船舶畫廊和船庫：該區域展示了70艘小型船艇
- 博物馆码头上的工作收藏船隻：双桅小帆船Elson Perry號、单桅纵帆船Windekilda號；和S級單桅帆船Valkyrie號。
- 双桅纵帆船Hebridee II號

## 活動
博物館位於哈利法克斯海濱，因而成為該城市數次舉辦重要公共活動的場所。除了成為大多數加拿大聯邦選舉活動的站點外，該博物館還舉辦了1995年七大工業國組織的會議，以及2006年九一一襲擊事件紀念活動，當時加拿大外交部長彼得·麦凯和美國國務卿康多莉扎·赖斯出席了活動。該博物館在每年5月的第一個星期日舉行一次大西洋戰役紀念活動，並於每年9月3日舉行加拿大商船日慶典。

## 外部連結
- Maritime Museum of the Atlantic homepage （页面存档备份，存于）
- Webcam view of the Museum and CSS Acadia （页面存档备份，存于）

44°38′51.7″N 63°34′15.8″W / 44.647694°N 63.571056°W